# Василий Степанович Своеземцев
Василий Степанович Своеземцев, Варлаам Важский (ум. 19 июня 1462 года) — новгородский посадник до 1445 года. Представитель боярского рода Своеземцевых из Новгорода. Прославлен Русской православной церковью в лике преподобных.

## Биография
Родился в семье новгородского боярина Степана Васильевича около 1390 года; в святом крещении получил имя Василий. Был женат, имел двоих сыновей Ивана и Семёна; по другой версии, имел двух дочерей и восьмерых сыновей.
В 1426 году основал Варлаамиев Важский монастырь. Впоследствии основал Пинежский городок. В 1456 году Василий принял постриг с именем Варлаам у первого игумена Иоанно-Богословского монастыря Серапиона. Прожил в иночестве шесть лет, был похоронен рядом с построенной им церковью Иоанна Богослова.